# Кубок Франції з футболу 2003—2004
Кубок Франції з футболу 2003–2004 — 87-й розіграш кубкового футбольного турніру у Франції. Титул вшосте здобув Парі Сен-Жермен.

## Регламент
Кубок Франції складається з двох етапів:
- відбіркового, який складається з шести регіональних етапів (перші два організовуються в кожному регіоні за своєю схемою для клубів регіональних ліг, наступні чотири організовуються в регіонах централізовано за участі клубів з національних аматорських і напівпрофесіональних ліг) та двох національних етапів (7-й і 8-й етап, з 7-го стартують клуби Ліги 2 та представники заморських територій);
- фінального, який починається з 1/32 фіналу — з цього раунду стартують клуби провідної Ліги 1.

## 1/32 фіналу
| Команда 1                 | Рахунок      | Команда 2            |
| ------------------------- | ------------ | -------------------- |
| 3 січня 2004              |              |                      |
| УС Шанже (6)              | 0:3          | Валансьєн (3)        |
| Ер-сюр-ла-Ліс (7)         | 0:4          | Ліон                 |
| Марсель                   | 1:1 пен. 4:3 | Страсбур             |
| Расінг Клуб Парі (4)      | 1:3          | Тулуза               |
| Манто (4)                 | 0:3          | Ам'єн (2)            |
| Пуассі (4)                | 0:0 пен. 2:4 | Круа де Савоє (4)    |
| Сент Коломбан Локміне (6) | 0:2          | Брест (3)            |
| Плабеннек (5)             | 3:0          | Біарриц (7)          |
| Булонь (4)                | 2:3          | Кретей (2)           |
| Фонтене-ле-Конт (5)       | 0:0 пен. 4:2 | Буа-Гійом (5)        |
| Мулен (4)                 | 0:1          | Ніцца                |
| Діжон (3)                 | 0:0 пен. 3:1 | Сент-Етьєн (2)       |
| Ланс                      | 1:0          | Ле-Ман               |
| Газелек (3)               | 3:2          | Монлюсон (5)         |
| Кан (2)                   | 1:0          | Гавр (2)             |
| Лаваль (2)                | 0:1          | Реймс (3)            |
| Брів (4)                  | 1:1 пен. 3:1 | Лор'ян (2)           |
| Байонна (4)               | 4:4 пен. 5:3 | Генгам               |
| Бордо                     | 2:0          | Лібурн (3)           |
| Мулюз (4)                 | 0:2          | Монпельє             |
| Еперне Шампань (5)        | 0:0 пен. 3:5 | Олімпік (Валанс) (2) |
| Осер                      | 2:0          | Сошо                 |
| 4 січня 2004              |              |                      |
| Шасселай Божоле (6)       | 1:2          | Нант                 |
| Ернольсайм (6)            | 0:3          | Канн (3)             |
| Бур-ан-Бресс Перонна (3)  | 4:3 дч       | Мартіг (4)           |
| Расінг (Безансон) (2)     | 2:0          | Бастія               |
| Парі Сен-Жермен           | 3:2 дч       | Труа (2)             |
| Гренобль (2)              | 0:1          | Шатору (2)           |
| Аяччо                     | 0:2          | Геньон (2)           |
| Мец                       | 0:2          | Монако               |
| Анже (2)                  | 0:0 пен. 4:5 | Ренн                 |
| 13 січня 2004             |              |                      |
| Нансі (2)                 | 0:0 пен. 5:4 | Лілль                |

## 1/16 фіналу
| Команда 1                | Рахунок      | Команда 2       |
| ------------------------ | ------------ | --------------- |
| 23 січня 2004            |              |                 |
| Байонна (4)              | 1:0 дч       | Бордо           |
| 24 січня 2004            |              |                 |
| Осер                     | 2:0          | Монпельє        |
| Бур-ан-Бресс Перонна (3) | 0:5          | Ліон            |
| Марсель                  | 1:2 дч       | Парі Сен-Жермен |
| Діжон (3)                | 2:1          | Ланс            |
| Газелек (3)              | 1:3          | Брест (3)       |
| Ам'єн (2)                | 3:0          | Плабеннек (5)   |
| Расінг (Безансон) (2)    | 1:3          | Кретей (2)      |
| Кан (2)                  | 1:0          | Канн (3)        |
| Брів (4)                 | 3:2 дч       | Нансі (2)       |
| Геньон (2)               | 1:3          | Реймс (3)       |
| Олімпік (Валанс) (2)     | 2:2 пен. 4:5 | Шатору (2)      |
| 25 січня 2004            |              |                 |
| Тулуза                   | 0:0 пен. 5:4 | Ніцца           |
| Круа де Савоє (4)        | 0:2          | Ренн            |
| Валансьєн (3)            | 0:0 пен. 1:4 | Монако          |
| Фонтене-ле-Конт (5)      | 0:3          | Нант            |

## 1/8 фіналу
| Команда 1      | Рахунок      | Команда 2       |
| -------------- | ------------ | --------------- |
| 10 лютого 2004 |              |                 |
| Брів (4)       | 1:0          | Осер            |
| Байонна (4)    | 0:2          | Парі Сен-Жермен |
| 11 лютого 2004 |              |                 |
| Монако         | 4:1          | Ліон            |
| Діжон (3)      | 1:1 пен. 4:2 | Реймс (3)       |
| Нант           | 4:0          | Брест (3)       |
| Ам'єн (2)      | 1:0          | Кан (2)         |
| Шатору (2)     | 2:0          | Кретей (2)      |
| Тулуза         | 1:1 пен. 6:7 | Ренн            |

## 1/4 фіналу
| Команда 1       | Рахунок | Команда 2       |
| --------------- | ------- | --------------- |
| 16 березня 2004 |         |                 |
| Ам'єн (2)       | 0:1     | Діжон (3)       |
| Брів (4)        | 1:2     | Парі Сен-Жермен |
| 17 березня 2004 |         |                 |
| Монако          | 0:1     | Шатору (2)      |
| Нант            | 3:2     | Ренн            |

## 1/2 фіналу
| Команда 1      | Рахунок      | Команда 2       |
| -------------- | ------------ | --------------- |
| 28 квітня 2004 |              |                 |
| Шатору (2)     | 2:0          | Діжон (3)       |
| Нант           | 1:1 пен. 3:4 | Парі Сен-Жермен |

## Фінал
| 29 травня 2004 |

| Парі Сен-Жермен | 1:0      | Шатору (2) |
| --------------- | -------- | ---------- |
| Паулета 65'     | Протокол |            |

| Стад-де-Франс, Сен-Дені Глядачів: 77 857 Арбітр: Стефан Бре |